# Бекић
Бекић је српскохрватско презиме. Значајни људи са овим презименом су:
- Дејан Бекић (1944–1967), бивши српски фудбалер